# Alternativa d'Unitat Popular
L'Alternativa d'Unitat Popular (AUP) és una organització política assembleària de caràcter municipal de la ciutat vallesana de Rubí. La seva assemblea està integrada per persones a títol individual i compta amb el suport de la Candidatura d'Unitat Popular, l'assemblea local d'Esquerra Unida i Alternativa Pirates de Catalunya i fins al 2022, de l'Alternativa Ciutadana de Rubí. Està integrada en les Candidatures Alternatives del Vallès.

## Ideologia
L'AUP té com a objectius bàsics "la sostenibilitat humana i ambiental" així com el treball entorn la democratització de les institucions.
L'herència de la tasca desenvolupada els anys anteriors per l'Alternativa Ciutadana de Rubí en els àmbits de territori i organització municipal van reforçar especialment el treball de l'AUP en aquests dos temes durant els seus inicis. La defensa dels drets polítics del poble català és també un eix del treball de la candidatura. Aquest eix va assolir molta centralitat arran dels esdeveniments que van tenir lloc a Catalunya amb el referèndum sobre la independència del 2017
La candidatura regula el seu funcionament a través del Codi ètic de l'Assemblea i el Codi ètic dels càrrecs electes, que és signat per cada regidor o regidora de la candidatura. Aquest darrer document inclou la regulació de les retribucions dels càrrecs electes, així com els seus deures i obligacions.

## Història
El gener de 2014 l'Alternativa Ciutadana de Rubí (ACR) i la Candidatura d'Unitat Popular (CUP) van iniciar un procés per una possible candidatura conjunta, després d'un període en què ja s'havia produït col·laboració entre ambdues organitzacions. ACR tenia representació al Ple municipal des de l'any 2003, i l'assemblea local de la CUP va néixer a la ciutat l'any 2012. El mes d'octubre d'aquell mateix any es feia efectiu l'acord entre ambdues organitzacions per concórrer a les eleccions municipals espanyoles de 2015 de forma conjunta, sense excloure la incorporació d'altres formacions, com serà el cas d'Esquerra Unida i Alternativa i del Partit Pirata. L'any 2015 van concórrer a les eleccions municipals per primer cop, com a assemblea i no com a coalició de partits, sota les sigles d'Alternativa d'Unitat Popular, sota el paraigua de les Candidatures Alternatives del Vallès.
A les eleccions municipals espanyoles de 2019 van sumar 1.621 vots i una regidora. En 2022, Alternativa Ciutadana de Rubí es va desvincular d'Alternativa d'Unitat Popular, i a les eleccions municipals espanyoles de 2023 amb 1.989 van aconseguir una segona regidora.

## Resultats electorals
| Eleccions municipals | Representants | Vots  | % sobre el total | Regidors / regidores                                      |
| -------------------- | ------------- | ----- | ---------------- | --------------------------------------------------------- |
| 2015                 | 3 regidors    | 2.848 | 10,45%           | Jordi Muntan Mireia Gascon (Albert Giménez) Aitor Sanchez |
| 2019                 | 1 regidora    | 1.621 | 5,1%             | Betlem Cañizar Bel                                        |
| 2023                 | 2 regidores   | 1.989 | 7,38%            | Marina Dolset Mancho Esther Gomez Alonso                  |